# Il re pastore (Piccinni)
Il re pastore (título original en italiano; en español, El rey pastor) es un dramma per musica en tres actos con música del compositor Niccolò Piccinni que utilizó un libreto de Pietro Metastasio, originariamente escrito para Giuseppe Bonno, que lo musicó y puso en escena el año 1751 en el Teatro Imperial de Viena. Se estrenó el 10 de agosto de 1760 en el Teatro Argentina de Roma, año en el cual el maestro pullés produjo su más célebre ópera bufa, La buona figliuola. Otras fuentes señalan como fecha y lugar del estreno el otoño del año 1760 en Florencia, Teatro della Pergola.
En las estadísticas de Operabase aparece una sola representación en el período 2005-2010. Fue representada por primera y única vez en tiempos modernos y grabada el 17 de julio de 2008 en Martina Franca con ocasión de la XXXIII edición del Festival della Valle d'Itria. La ejecución de la Orquesta Internacional de Italia fue dirigida por Giovanni Battista Rigon, mientras que fueron los cantantes Maria Laura Martorana, Nicola Amodio, Massimiliano Arizzi, Razek François Bitar y Daniela Diomede.